# Castillo de Cardela
El castillo de Cardela o de Fátima es una construcción militar de la época nazarí (al menos, pues algunos estudios apuntan a que era previo). Está en el término municipal de Ubrique.

## Estado
Perteneció al Ducado de Arcos. Actualmente se encuentra en ruinas.